# 十印
株式会社十印（とおいん、英: TOIN Corporation）は、ローカライズを中心とした翻訳会社である。1963年、勝田美保子により創業。2019年2月に宝印刷株式会社の完全子会社となる。

## サービス概要
- 翻訳
- ローカリゼーション
- コンテンツ制作
- 人材派遣
- 通訳
- バイリンガルスタッフ派遣
- 機械翻訳サービス

## 沿革
- 1963年 創業
- 1964年 輸出産業の海外向けテクニカルドキュメンテーションサービスを開始
- 1972年 ドキュメンテーション関連の専門職派遣事業を開始
- 1979年 専門職派遣事業部分社化、(株)スペシャリスト協会を設立
- 1982年 メーカーの依頼を受けて機械翻訳のための言語処理研究開発を開始・機械翻訳プロジェクト(MUプロジェクト。科学技術庁主導の下、長尾真が主催)に参加
- 1986年 自然言語処理知識データベース作成に着手
- 1987年 ニューヨークオフィスの設置。PL法の取り組みを開始
- 1988年 米国Dashe&Thomson社と提携
- 1989年 アトランタに現地法人TOIN Americaを設立
- 1992年 海外ソフトウエア企業の日本進出に伴いローカリゼーションビジネスに参入
- 1993年 ISO9000取得支援業務を開始
- 1994年 マルチメディアの企画制作を本格的に展開/社内ネットワークの完備、インターネットビジネスへ進出
- 1998年 中国、台湾、韓国の企業と戦略パートナーシップ提携
- 2000年 米国サンノゼに合併会社ISP-TOINを設立
- 2003年 オランダにセールス拠点設置/米国マイクロソフト社よりExcellence In Localization Award受賞
- 2004年 モバイルコンテンツのローカリゼーション事業を開始/コンテンツサービスを強化従来の主力分野であるコンピュータソフトウエア以外/（自動車・金融関連・医療関連等）にマーケットを拡大
- 2005年 渡邊麻呂（創業者勝田美保子の孫[2]）が代表取締役社長に就任[3]。中国上海に生産拠点を設立。十印ヒューマンフロンティアと合併。
- 2006年 多言語ソリューション業務を更に強化。韓国に制作拠点として韓国オフィスを設立/アメリカ活動の統合拠点としてTOIN USAを設立
- 2007年 十印（上海）信息技術有限公司設立。(株)サングローバルより営業権譲渡。/英国ロンドンにEUセールス拠点を設立
- 2008年 メディカル事業部を設立/米国を拠点とする日本語サービスプロバイダであるPacific Dreams, Inc.（オレゴン州ポートランド）の翻訳・通訳部門を買収
- 2009年 EU支店拡大増強。米国コロラド州にセールス拠点を設立
- 2014年 クラウド型オンライン翻訳サービスを開始
- 2015年 ISO17100の認証を取得
- 2016年 自動翻訳ソリューション「TOIN Translation Assist by Cloud Technology」（T-tact、ティー・タクト）をリリース
- 2017年 労働者派遣事業事業許可証を取得
- 2018年 AI翻訳サービス「Gen-pak」、「T-tact Ohaco」をリリース/ISO17100の「医学・医薬」分野（日英、英日）でも認証を取得/有料職業紹介事業許可証を取得
- 2019年 宝印刷株式会社の完全子会社となる/AI翻訳サービス「T-tact AN-ZIN」をリリースする

## 対応分野
- IT
- 通信
- 半導体
- 自動車
- 機械
- 化学
- 金融
- 医学
- 医薬
- 医療機器
- ビジネス一般
- ビデオゲーム
- eラーニング
- 観光・旅行
- エンタテイメント

## 対応言語
英語、ドイツ語、フランス語（フランス、カナダ）、スペイン語（スペイン、ラテンアメリカ）、イタリア語、ポルトガル語（ポルトガル、ブラジル）、オランダ語、ルクセンブルク語、アイルランド語、デンマーク語、ノルウェー語、スウェーデン語、フィンランド語、ポーランド語、ハンガリー語、チェコ語、スロバキア語、スロベニア語、エストニア語、ラトビア語、リトアニア語、ギリシャ語、マルタ語、ロシア語、日本語、簡体中国語、繁体中国語、韓国語、広東中国語、タイ語、マレー語、インドネシア語、タガログ語、ベトナム語、ヒンディー語、アラビア語、トルコ語、ヘブライ語